# 獇子寮
獇子寮，原寫為獇仔藔，是臺灣新北市樹林區的一個地名，位於該區北部。以行政區而言，範圍大致為獇寮里、金寮里西半部、潭底里西半部的北大半部、光興里南半部。

## 歷史
台灣清治末期至日治初期，獇子寮地區為一街庄，稱為「獇仔藔庄」，隸屬於海山堡。該庄北與三角埔庄為鄰，東與圳岸腳庄為鄰，南邊為潭底庄、坡內坑庄，西邊為塔藔坑庄。
1901年（日治明治三十四年）11月，該庄隸屬於桃園廳，編入第十七區。1905年（明治三十八年）7月，第十七區改稱「樹林區」。1920年（大正九年），該庄改制並雅化為「獇子寮」大字，隸屬於臺北州海山郡鶯歌庄。1940年，鶯歌庄升格為鶯歌街。
戰後鶯歌街改制為鶯歌鎮，隸屬於臺北縣，大字亦改制為里。1946年8月，鶯歌、樹林分治，本地區改隸屬新成立的樹林鎮。2010年12月，臺北縣升格為新北市，樹林鎮改制為樹林區。

## 交通
市道116號（中正路）為迴龍至板橋的道路，大致以西北－東南走向經過獇子寮地區東北部，往西北可前往迴龍接省道台1線，往東南可前往新莊、板橋等地。
鄉道北74線（保安街二段）為三角埔至潭底的道路，經過本地區中部偏東地帶，往北可接市道116號，往南可經樹林市區前往潭底。

## 學校
- 三多國中
- 武林國小